# Tvetaggen
Die Tvetaggen (norwegisch für Zweizacken) sind eine kurze Reihe von Berggipfeln im ostantarktischen Königin-Maud-Land. Im Gebirge Sør Rondane ragen sie 2,5 km nördlich der Austkampane an der Westflanke des Kampbreen auf.
Norwegische Kartografen, die auch die deskriptive Benennung vornahmen, kartierten sie 1957 anhand von Luftaufnahmen der US-amerikanischen Operation Highjump (1946–1947).